# Тирш, Леопольд
Леопольд Тирш (нем. Leopold Tirsch; 11 февраля 1733, Нойштадтль, Австрийская империя, ныне Страж-у-Тахова, район Тахов, Чехия — 30 ноября 1788, Прага) — австрийский учёный-гебраист и педагог, работавший в Праге.
Окончив Пражский университет, в 1755 году вступил в орден иезуитов. Преподавал древнееврейский язык в университете, с 1764 года был королевским ревизором и цензором изданий на древнееврейском языке. Особой популярностью пользовался составленный им словарь «немецко-еврейского» (нем. Judendeutsch) языка, то есть идиша. Йехезкель Ландау в сборнике респонсов «Нода бе-Йехуда» отвечает на запрос Тирша о том, должен ли иудей для того, чтобы свидетельствовать правдиво в суде, непременно поклясться на правильном списке Торы.
Учеником (на протяжении десяти лет) и преемником Тирша был Карл Фишер.

## Избранные труды
- Dissertatio de Characterum Antiquorum apud Hebræos ante Esdram Usu (Прага, 1759)
- Fundamenta Linguæ Sanctæ (Прага, 1766)
- Hand-Lexikon der jüdisch teutschen Sprache, etc. (Прага, 1773, переиздание 1782)
- Dissertatio de Tabernaculorum Feriis, prout olim a Judæis gestæ sunt, hodieque aguntur (Прага, 1773)
- Dissertatio an Lingua Hebraica Omnium Antiquissima Primaque Habenda, etc. (Прага, 1773)
- Grammatica Hebraica, accedit Syllabus Vocum irregularium Sacræ Scripturæ (Прага, 1784).